# Rocio octofasciata
Rocio octofasciata, conhecido em inglês como Jack Dempsey, é um peixe ciclídeo da América do Norte e da América Central.
Este peixe é nativo do México e de Honduras, onde é encontrado em águas paradas ou de movimento lento, com águas mornas e turvas, em canais e rios dotados de vegetação aquática e fundos de lodo ou areia. A espécie também foi introduzida na Austrália, nos Estados Unidos e na Tailândia (supostamente oriunda de aquários).
O Rocio octofasciata é nativo de um clima tropical, e prefere águas com um pH de 7 a 8, grau de dureza geral de 9 a 20 dGH e uma faixa de temperatura de 22°C a 30°C. Ele pode chegar a 25 cm de comprimento. Esta é uma espécie carnívora, que alimenta-se de vermes, crustáceos, insetos e de outros peixes. Ele pode devorar também "platies" (Xiphophorus maculatus) pequenos e jovens de até quase 8 cm de comprimento.
O Rocio octofasciata deposita os seus ovos no substrato aquático (o fundo do aquário ou tanque). Assim como a maioria dos ciclídeos, ele cuida das crias: o macho e a fêmea ajudam a incubar os ovos e tomam conta dos alevinos quando estes nascem. Os pais são atenciosos, mastigando a comida para os filhotes. No entanto, às vezes eles comem os seus alevinos quando o par é excessivamente perturbado ou quando há algo de errado com o ambiente em que se encontram.
A coloração do Rocio octofasciata se modifica à medida que o peixe fica mais velho, passando de um cinza ou bronze claro com pequenas manchas de um turquesa fraco a um cinza-arroxeado com manchas muito brilhantes e iridescentes azuis, verdes e douradas. Essas cores mudam quando o peixe se encontra sob estresse. As barbatanas dorsais e anais dos machos adultos possuem pontas longas e afiadas. Nas fêmeas essas pontas são menores.
Este é um peixe popular entre os aquaristas devido às suas características físicas notáveis e aos seus comportamentos peculiares. Assim como a maioria dos ciclídeos, ele é considerado “agressivo”, podendo, no entanto, conviver bem com outros peixes em um aquário ou tanque que tenha uma grande população, mas tendendo a ser mais territorial quando mantido com apenas uns poucos outros peixes, uma situação na qual ele pode estabelecer facilmente e defender um “território” no reservatório.
Uma curiosidade envolvendo este peixe diz respeito a um artigo publicado em 1997 no jornal “San Francisco Chronicle”, noticiando que um homem morreu ao colocar um Rocio octofasciata dentro da boca como brincadeira. O peixe teria eriçado os espinhos das suas barbatanas para evitar ser engolido, uma resposta característica de ciclídeos atacados por um predador, tendo ficado consequentemente preso à garganta do homem.